# Луным (посёлок)
Луным — посёлок в Гайнском районе Пермского края. Входит в состав Верхнестарицкого сельского поселения. Располагается северо-восточнее районного центра, посёлка Гайны. Расположен примерно в 18 км к северу от посёлка Верхняя Старица. Расстояние до районного центра составляет 50 км. По данным Всероссийской переписи населения 2010 года, в посёлке проживал 151 человек (79 мужчин и 72 женщины).

## История
По данным на 1 июля 1963 года, в посёлке проживал 441 человек. Населённый пункт входил в состав Верхнестарицкого сельсовета.